# バーリントン駅 (ノースカロライナ州)
バーリントン駅（英語：Burlington Station）はアメリカ合衆国ノースカロライナ州バーリントン ノース・メイン・ストリート101にある駅。 全米各地を結ぶ旅客鉄道のアムトラックが乗り入れている。

## 概要
2003年7月に開業したバーリントンのアムトラックの駅は1850年代に建てられたノースカロライナ州鉄道（NCRR）車両工場の唯一の遺構である機関車車庫が選定された。ノースカロライナ州鉄道ホイッスルストップ博物館や市役所が入居している改修された駅舎は鉄道車両工場駅と呼ばれている。機関車車庫改修事業は300万ドルを費やした。ノースカロライナ州運輸省（NCDOT）鉄道局は、ノースカロライナ州鉄道（NCRR）から待合室とプラットホームをリースしている。

## 利用可能な鉄道路線／列車
アムトラックの停車する列車は下記の通り。
ニューヨークとシャーロット間の昼行長距離列車カロリニアン号 …1日1往復停車
ローリーとシャーロット間の昼行中距離列車ピードモント号 …1日2往復停車